# Erich Uhmann
Erich Leo Ludwig Uhmann (* 4. November 1881 in Chemnitz; † 15. Januar 1968 in Stollberg) war ein deutscher Entomologe.

## Leben
Erich Uhmann wurde in Chemnitz am 4. November 1881 geboren, seine Mutter starb kurz nach der Geburt, so dass er mit seinem Vater bei Freunden und Bekannten in Plauen, einem damaligen Vorort und heutigen Stadtteil der sächsischen Landeshauptstadt Dresden, aufwuchs, wo er das Wettiner Gymnasium besuchte. Als er 1902 die Reifeprüfung ablegte, verlor sein Vater als Ingenieur das bescheidene Vermögen durch eine Auseinandersetzung mit seiner früheren Firma, der Berliner Allgemeinen Elektrizitätsgesellschaft (AEG). Daher war finanziell nicht möglich, dass Erich Uhmann studierte. So wurde er zunächst Hilfsarbeiter beim Steueramt der Stadt Dresden.
Bereits frühzeitig beschäftige er sich mit Entomologie. Durch seine Freundschaft zu den Kindern der Familie Böttcher erhielt er von dessen Eltern die Finanzierung eines Studiums von Mathematik und Naturwissenschaft an der Universität Leipzig, das er zu Ostern 1903 antrat.
1907 wurde er probeweise Lehrer in Chemnitz und ein Jahr später wechselte er als Lehrer an die Real- und spätere Oberschule nach Stollberg, die forthin seine Wirkungsstätte wurde. Mitten im Zweiten Weltkrieg trat er dort 1943 in den Ruhestand.
Als Entomologe betätigte er sich auf vielfältigen Gebieten, so bei der Erforschung der boreologischen Käferfauna des Erzgebirges. Er reiste mit anderen Naturliebhaber in viele europäische Länder, um Insekten zu sammeln. Der Direktor des Deutschen Entomologischen Institut riet ihm, besonders die Schildkrötenkäfer (Hispinae), eine Unterart der Blattkäfer (Chrysomelidae) zu untersuchen. Er war seit dem Erscheinen seines ersten Aufsatzes zu diesem Thema im Jahre 1926 praktisch der einzige Experte in der Welt für diese Gruppe von Käfern.
Nach seinem Tod im Jahr 1968 übernahm seine umfangreiche Käfersammlung das Deutsche Entomologischen Institut (DEI).

## Ehrungen
Anlässlich seines 80. Geburtstages 1961 verlieh ihm auf Anregung des Deutschen Kulturbundes in Stollberg die Ehrendoktorwürde verliehen.